# Trentepohlia vitrina
Trentepohlia vitrina är en tvåvingeart som beskrevs av Alexander 1973. Trentepohlia vitrina ingår i släktet Trentepohlia och familjen småharkrankar. Inga underarter finns listade i Catalogue of Life.